# Yaksha perettii
Yaksha peretti — викопний вид земноводних вимерлої родини Albanerpetontidae., що існував у крейдовому періоді (99 млн років тому). Відомий з трьох зразків, знайдених в бірманському бурштині.

## Назва
Рід Yaksha названий на честь якш — касти духів природи та духів-охоронців в індуїзмі. Вид Y. peretti названий на честь швейцарського геолога та гемолога, доктора Адольфа Перетті, який надав типовий зразок для вивчення.

## Відкриття
Паратип був знайдений у 2016 році. Спершу рештки були ідинтифіковані, як стовбурова гілка хамелеонів. Однак професорка Сьюзен Еванс визнала зразок належним до групи Albanerpetontidae. Згодом у колекції доктора Адольфа Перетті було виявлено ще один зразок, який згодом став голотипом. Стаття з описом Yaksha perettii була опублікована в листопаді 2020 року в журналі Science.

## Опис
Вид відомий за трьома екземплярами: з невеликого скелету неповнолітнього, описаному в статті 2016 року (JZC Bu154), повному черепі дорослої особини і нижніх щелепах (GRS-Ref-060829) та частковому дорослому черепі (GRSRef-27746). Череп дорослого становить 12,18 мм завдовжки. Отже тварина сягала близько 5 см завдовжки від кінчика морди до тазу (без хвоста).
Череп дорослого мав під'язиковий ентоглосальний відросток — довгу, схожу на стержень кістку, розташовану в ротовій порожнині, яка була вбудована в залишкову тканину язика. Аналогічна кістка існує у хамелеонів, що забезпечує швидкий балістичний рух язика під час годування. Ці дві структури еволюціонували окремо шляхом конвергентної еволюції.